# 層係数コホモロジー
数学において、層コホモロジー（そうコホモロジー、sheaf cohomology）は、アーベル群の層に関連する層の理論の一面であり、ホモロジー代数を用いて、層 F の大域切断の具体的な計算を可能とする。数値的な領域での幾何学的な問題の記述として、層コホモロジーの理論は、重要な幾何学的な不変量の次元を計算することへ有用なツールとして使うことができる。
1950年以後の数年間で急速に発展した層コホモロジーは、リーマン・ロッホの定理のより古典的な方法や代数幾何学の因子の一次系(linear system of divisors)の解析や多変数複素函数論やホッジ理論へ結びついた。層コホモロジー群のランク、もしくは次元は、幾何学的なデータの新しい情報源になったり以前の研究の新しい解釈を与えたりする。

## ひとつの動機
位相空間 X 上の層 {\displaystyle {\mathcal {A}},{\mathcal {B}},{\mathcal {C}}} の短完全系列とは、
{\displaystyle 0\ \rightarrow {\mathcal {A}}\ {\stackrel {\varphi }{\rightarrow }}\ {\mathcal {B}}\ {\stackrel {\psi }{\rightarrow }}\ {\mathcal {C}}\ \rightarrow \ 0}
が完全列である場合をいう。すなわち、{\displaystyle \varphi } が単射で、{\displaystyle \psi } が全射で、{\displaystyle \operatorname {Im} \varphi =\operatorname {Ker} \psi } が成立することである。この系列が完全系列であることと、{\displaystyle \varphi } が単射であり、かつ、{\displaystyle {\mathcal {C}}\cong {\mathcal {B}}/{\mathcal {A}}} であることとは同値である。この短完全系列からは、層の切断の系列が導出される。
{\displaystyle 0\ \rightarrow \ \Gamma (X,{\mathcal {A}})\ {\stackrel {\varphi _{*}}{\rightarrow }}\ \Gamma (X,{\mathcal {B}})\ {\stackrel {\psi _{*}}{\rightarrow }}\ \Gamma (X,{\mathcal {C}})}
が得られる。しかしながら、一般に {\displaystyle \psi _{*}} が全射であるとは限らない。この系列の右側にどのような系列を補完すると、長完全系列が出来上がるのかということが、層コホモロジーの動機のひとつである。代表的な例として、クザン問題がある。

## 定義

### チェックコホモロジー
最初に定義された層コホモロジーのバージョンは、チェックコホモロジー(Čech cohomology)を基礎とし、そこでは、位相空間 X の開集合 U の属する小さな変換が、前もって固定されているアーベル群 A の上というよりも U 上で変化するアーベル群 F(U) とされている。このことは、コチェインが具体的に書き下すことが容易であることを意味し、実際、有理型函数のクザン問題のような典型的な応用が、数学の領域の中で有名な一群をなす。層の観点からは、チェック理論は、A に値を持つ局所定数函数への層の制限である。層の理論の中では、基本群がその上で作用する局所係数をもつような、つまり、より一般的な係数の非常に異なった種類を持つツイストしたバージョンと見ることをも含んでいる。
この理論の一つの問題は、X 自体がうまく振る舞わ(well-behaved)ないと チェックコホモロジーが良い性質を持たないということである。このことは、X が多様体のような場合は困難ではないが、ザリスキー位相が一般にはハウスドルフ的ではないので、代数幾何学への応用では困ることになる。チェックコホモロジーの問題は、層の短完系列に付随するコホモロジー群の長完全系列を作ることに失敗することで明白となる。実践的には、このことは計算を行うときの基本的方法（つまり、与えられた層から短完全系列を通して他のものをどのようにして導き出すかを示し、結果を求める）である。理論は暫くの間、混乱した状態であった。ジャン・ピエール・セール(Jean-Pierre Serre)はチェックの理論が成り立つことを示し、他方、アレクサンドル・グロタンディーク(Alexandre Grothendieck)は、長完全系列の成り立つようなより抽象的な定義を提案した。

### 導来函手による定義
グロタンディークの定義は大域切断
{\displaystyle \Gamma _{X}:{\mathcal {F}}\mapsto {\mathcal {F}}(X)}
の導来函手として、層 {\displaystyle {\mathcal {F}}} に係数を持つ位相空間 X の層コホモロジーを定義した。
この函手は、完全函手ではない。このことは、分岐切断の理論の他にもありふれている事実である（例えば、複素数の対数の場合、指数層系列を参照）。これは左完全系列であり、従って、右導来函手の系列を持ち、
{\displaystyle H^{i}(X,{\mathcal {F}})\quad (i\geq 0)}
と書く。
これらの導来函手の存在は、層のアーベル圏のホモロジー代数によりもたらされ、実際、このことが理論の設定の主たる理由である。このことは入射分解を持つこととは独立である。すなわち、理論の中での計算は、実践的には短完全系列や長完全系列がより良いアイデアであり得ることを通して、単射的分解での計算が可能である。
導来函手は任意のアサイクリックな分解へ函手を適用し、複体のコホモロジーを保つことで計算可能であるので、コホモロジー群を計算する方法が複数存在する。具体的な状況とは独立して、細層、軟弱層、アサイクル層が、コホモロジー群の具体的計算に使われる。単射的層(injective sheaves)を参照。

## 応用
結局、（ゴドマン(Godement)の書籍のような）さらにテクニカルな拡張と応用の分野がある。例えば、層は変換群へ適用され、ボレル・ムーアホモロジー(Borel-Moore homology)の形のホモロジー論や、ボレル・ボット・ヴェイユの定理(Borel-Bott-Weil theorem)の表現論に、代数幾何学や複素多様体の標準的となっていることと同様に、影響を与えた。
エタール・コホモロジーからの特別な要求は、コホモロジー以上に層や層コホモロジーの再解釈があり、函手的なアプローチを適用して与えられる。平坦コホモロジー(Flat cohomology)、クリスタリン・コホモロジー(crystalline cohomology)も基本モデルの適用として成功している。

## オイラー標数
層 {\displaystyle {\mathcal {F}}} のオイラー標数 {\displaystyle \chi ({\mathcal {F}})} は、
{\displaystyle \chi ({\mathcal {F}}):=\textstyle \sum \limits _{i\in \mathbb {Z} _{0}^{+}}(-1)^{i}\,{\rm {rank}}\,(H^{i}(X,{\mathcal {F}}))}
により定義される。
この表現はベッチ数の交代和としてのオイラー標数の一般化であるが、この表現が意味をなすためには、2つの条件が満たされねばならない。第一は、和の各項がほとんど全てが 0 である、つまり、ある N が存在し、{\displaystyle i\geq N}でコホモロジーが0である必要がある。さらにランクはアーベル群のランク、もしくはベクトル空間の次元のように、加群の理論からの well-defined な函数で、問題のコホモロジー群の有限の値となっていることである。従って、項の和の有限性とコホモロジー群の有限性という 2つの種類の有限性の証明が要求される。
連接層のような理論では、そのような定理があり、χ(F) の値が他の考え方（例えば、ヒルツェブルフ・リーマン・ロッホの定理やグロタンディーク・リーマン・ロッホの定理）から、個別の項のランクよりも容易に計算することができる。実践的には、H0(X,F) が最も興味が持たれ、他の Hi(X,F) 上の消滅定理によりランクを計算する一つの方法がある。この方法は、標準的な間接的な層の理論の方法で数値的な結果がもたらされる。

## 特異コホモロジーとの関係
局所可縮な位相空間に対し、A に係数を持つ特異コホモロジー群は、任意のアーベル群 A に対し、A の定数層とする層コホモロジー群に一致する
。